# چمن سلطان
چَمَن سُلطان شهری است از بخش بربرود شرقی شهرستان الیگودرز در استان لرستان قرار دارد.
در ۱۸ کیلومتری جنوب شرقی شهرستان الیگودرز قرار دارد. ارتفاع زیاد چمن سلطان باعث شده تا در تابستان‌ها آب و هوای خنک و در زمستان سرمای شدید داشته باشد. .

## پیشینه
روستایم توسط خانان اداره می‌شد، روستای من توسط امیرهوشنگ خان فرزند محمدرفیع خان امیربختیار که خود فرزند لطفعلی خان امیرمفخم بختیاری ایلخان وقت بختیاری بود اداره می‌شد و امیرهوشنگ خان و همسرش بی بی هوریوش بختیار و فرزندانشان در قلعه چمن سلطان سکونت داشتند.
پس از انقلاب اسلامی و کودتای نوژه امیرهوشنگ خان که از نزدیکان دکتر شاپور بختیار آخرین نخست‌وزیر شاهنشاهی ایران بود، به صورت غیابی از سوی دادگاه انقلاب اسلامی به اعدام و تصرف اموال محکوم شد و به فرانسه گریخت. از آن زمان تا کنون قلعه و بخشی از چمن سلطان در تملک سپاه پاسداران انقلاب اسلامی ایران قرار دارد

## مردم
امروز جمعیت شهر آمیزه ایی از بختیاری‌ها و ترک‌زبان هاست.